# Les Ruelles du malheur
 (mai 2009).
Pour plus de détails, voir Fiche technique et Distribution.
Les Ruelles du malheur (Knock on Any Door) est un film américain réalisé par Nicholas Ray, sorti en 1949. Le scénario est adapté du roman Knock on Any Door de Willard Motley. C'est le troisième film réalisé par Nicholas Ray.

## Synopsis
Contre l'avis de ses partenaires, l'avocat Andrew Morton (Bogart) choisit de défendre l'affaire de Nick Romano (Derek), un jeune homme dérangé des quartiers pauvres sans doute car il s'en sent proche, ayant lui-même vécu là bas.
Nick est accusé d'avoir tué un policier et son avocat est persuadé de son innocence.

## Fiche technique
- Titre : Les Ruelles du malheur
- Titre original : Knock on Any Door
- Réalisation : Nicholas Ray
- Scénario : John Monks Jr. et Daniel Taradash, d'après le roman (1947) de Willard Motley
- Photographie : Burnett Guffey
- Musique : George Antheil
- Montage : Viola Lawrence
- Producteurs : Robert Lord, Henry S. Kesler
- Sociétés de production : Columbia Pictures Corporation, Santana Productions
- Pays d'origine :  États-Unis
- Langue : anglais
- Genre : Policier
- Durée : 100 minutes
- Date de sortie : 1949

## Distribution
- Humphrey Bogart  (VF : Raymond Loyer) : Andrew Morton
- John Derek : Nick Romano
- George Macready : Procureur Kerman
- Barry Kelley : Juge Drake
- Cara Williams : Nelly Watkins
- Dooley Wilson : pianiste
- Dewey Martin : Butch
- Vince Barnett : barman Carl Swanson
- Allene Roberts : Emma
- Candy Toxton : Adele Morton
- Mickey Knox  (VF : Roger Rudel) : Vito
- Sid Melton : Squint Zinsky
- Pierre Watkin  (VF : Jacques Berlioz) : avocat Purcell
- Gordon Nelson (VF : Gerald Castrix)  : avocat Corey
- Curt Conway  (VF : Lucien Bryonne) : Ed Elkins
- Davis Roberts : Jim Jackson (vf: crème fraiche)
- Chester Conklin  (VF : Jean Berton) : le barbier

Acteurs non crédités
- Jimmy Conlin  (VF : Paul Ville) : Kid Fingers Carnahan (Vf: doigts d'enfant)
- Dudley Dickerson : cireur de chaussures
- William Haade : sergent de police
- Frank Hagney : suspect
- Pepe Hern : Juan Rodriguez
- Houseley Stevenson : Junior (vf: l'étoile)